# قرن 14 هـ
القرن الرابع عشر الهجري في التقويم الإسلامي أو التقويم الهجري هو القرن الذي يطابق ما بين السنوات من 1883 إلى 1980 للميلاد.

## وفيات
- محمد صديق خان توفي عام 1307 هـ الموافق لـ 1889 م